# Амвросий (Федукович)
Епи́скоп Амвро́сий (в миру Арту́р Степа́нович Федуко́вич; род. 17 июня 1977, Миоры, Витебская область) — архиерей Русской православной церкви, епископ Тракайский (с 2020), викарий Виленской епархии.
Тезоименитство — 10 (23) октября (память преподобного Амвросия Оптинского).

## Биография
Родился 17 июня 1977 года в городе Миоры Витебской области в семье врачей. Крещён с именем Арчил в честь грузинского царя-мученика Арчила II в храме святителя Николая Чудотворца города Вильнюса.
В 1995 году окончил вильнюсскую среднюю школу № 8 (в настоящее время — школа «Науямесчё») и поступил на экономический факультет Вильнюсского университета, который окончил в 1999 году со степенью бакалавра по специальности «Социальная экономика». В 2001 году окончил магистратуру в Вильнюсском университете по программе «Международная торговля», и получил степень магистра администрирования менеджмента и предпринимательства. Владеет литовским и английским языками.
В 1998—1999 годах работал экономистом в издательстве журнала, посвященного частной охране. В 1999—2001 годах — инспектор центрального аппарата Налоговой полиции Литвы, в отделе по борьбе с легализацией средств, добытых незаконным путем.
С 2001 года обучался на очном отделении Московской духовной семинарии, которую окончил в 2006 году. В годы обучения в семинарии исполнял послушание писаря старшего помощника проректора по воспитательной работе МДАиС, в 2002—2005 годах — уставщик и певчий знаменного хора, участник миссионерского и тюремного отделов МДАиС.
В 2005 году зачислен в число братии Свято-Троицкой Сергиевой лавры. 15 апреля 2006 года в Троицком соборе Свято-Троицкой Сергиевой лавры наместником обители епископом Сергиево-Посадским Феогностом (Гузиковым) был пострижен в иночество с именем Арчил.
В 2005—2008 годах исполнял послушание помощника казначея, руководителя Духовно-просветительского центра Свято-Троицкой Сергиевой лавры. В 2008—2009 годах — помощник эконома, руководитель службы пожарной и технической безопасности лавры.
12 ноября 2006 года в Успенском соборе Троице-Сергиевой лавры епископом Сергиево-Посадским Феогностом (Гузиковым) рукоположен в сан иеродиакона.
11 апреля 2009 года в Троицком соборе Троице-Сергиевой лавры епископом Сергиево-Посадским Феогностом (Гузиковым) был пострижен в мантию с наречением имени Амвросий в честь преподобного Амвросия Оптинского.
8 октября 2009 года в Успенском соборе Троице-Сергиевой лавры патриархом Московским и всея Руси Кириллом рукоположён в сан иеромонаха.
В 2009—2011 годах — казначей лавры.
В 2011 году окончил богословский факультет Московской духовной академии.
С 2012 года исполнял общие монастырские послушания (исповедь, молебны, седмичное служение, краткосрочные и долгосрочные командировки). В 2013 году трудился в Паломническом центре лавры. С августа 2013 года нёс послушание в контрольно-ревизионной службе Лавры. С октября 2014 года по август 2015 года — заведующий керамической мастерской лавры.
29 августа 2015 года патриарх Кирилл во время посещения Смоленской митрополии представил направленную им из Троице-Сергиевой лавры братию монастыря — иеромонаха Амвросия (Федуковича), двух иеромонахов, иеродиакона. Им дано благословение наладить монашескую жизнь в новообразованном Владимирском мужском монастыре на истоке Днепра (Вяземская епархия).
10 января 2016 года принят в клир Вяземской епархии и назначен настоятелем прихода святого равноапостольного князя Владимира в Бехтеевском сельском поселении Сычёвского района Смоленской области.
16 апреля 2016 года решением Священного синода Русской православной церкви назначен наместником вновь открываемого Владимирского монастыря на истоке Днепра близ деревни Дудкино в Сычёвском районе Смоленской области. 25 апреля на основании решения Священного синода от 16 апреля 2016 года утверждён в должности игумена указанной обители, в Свято-Троицком кафедральном соборе города Вязьмы епископом Вяземским и Гагаринским Сергием возведён в сан игумена. B тот же день назначен председателем комиссии по монастырям и монашеству Вяземской епархии.
С июня 2016 года — настоятель Тихвинского подворья Владимирского монастыря в городе Смоленске.
2 декабря 2016 года указом епископа Вяземского Сергия приход храма Вознесения Господня города Гагарина был переименован в подворье Свято-Владимирский мужской монастырь. 13 марта 2017 года игумен Амвросий назначен настоятелем данного прихода с сохранением прежних послушаний.
26 декабря 2019 года решением Священного синода Русской православной церкви освобождён от должности наместника Владимирского монастыря на истоке Днепра. В конце 2019 года перешёл в клир Виленской епархии, став насельником Свято-Духова мужского монастыря города Вильнюса.

### Архиерейство
11 марта 2020 года решением Священного синода Русской православной церкви избран епископом Тракайским, викарием Виленской епархии. 15 марта в Свято-Духовом монастыре города Вильнюса митрополитом Виленским и Литовским Иннокентием возведён в сан архимандрита.
18 августа 2020 года в тронном зале Патриарших покоев храма Христа Спасителя в Москве состоялось его наречение во епископа. 23 августа в соборе Рождества Пресвятой Богородицы Саввино-Сторожевского монастыря состоялась его епископская хиротония, которую совершили патриарх Московский и всея Руси Кирилл, митрополит Волоколамский Иларион (Алфеев), митрополит Воскресенский Дионисий (Порубай), митрополит Виленский и Литовский Иннокентий (Васильев), архиепископ Витебский и Оршанский Димитрий (Дроздов), архиепископ Каширский Феогност (Гузиков), епископ Павлово-Посадский Фома (Мосолов).
В апреле 2022 года стал канцлером Виленской епархии и благочинным Вильнюсского (городского) благочиния, после увольнения с данных постов протоиерея Виталия Моцкуса. Также были почислены за штат иерей Георгий (Гинтарас) Сунгайла и Виталий Даупарас. В связи с чем в епархии начался конфликт между архиереями епархии (митрополит Иннокентий и епископ Амвросий) и священнослужителями, которые пожелали выйти из состава Московского патриархата в Константинопольский. В июне того же года протоиерей Виталий Моцкус и Владимир Селявко, иерей Георгий (Гинтарас) Сунгайла, Виталий Даупарас и Георгий Ананьев, были лишены сана решением Церковного суда Виленской епархии «за уклонение в раскол». Главой суда предварительно был назначен сам епископ Амвросий. После возвращения вышеупомянутым священникам священного сана и принятия их в юрисдикцию Константинопольского патриархата епископ Амвросий объявил о не признании данного решения и дальнейших священнодействий священников Константинопольского патриархата.
В марте 2023 года был уволен с поста настоятеля Пречистенского собора (Вильнюс), а в ноябре того же года уволен с поста благочинного Вильнюсского городского благочиния. В феврале 2024 года был уволен с поста канцлера Виленской епархии.